# Гай Фабій Дорсуон Ліцин
Гай Фа́бій Дорсуо́н Ліци́н (лат. Gaius Fabius Dorso Licinus; ? — 273 до н. е.) — політичний, військовий і державний діяч Римської республіки, консул 273 рік до н. е.

## Біографічні відомості
Походив з роду Фабіїв. Про нього збереглося мало відомостей, вважають, що він був онуком Марка Фабія Дорсуона, консула 345 року до н. е.
Відомо, що його було обрано консулом у 273 році до н. е. разом із Гаєм Клавдієм Каніною. Головними подіями їхньої каденції стали прибуття посольства єгипетського царя Птолемея II Філадельфа, з яким було укладено угоду про дружбу, і утворення нових колоній: Коса на півночі Етрурії й Пестуму в Луканії. Гай Фабій помер у рік свого консульства.